# امیلی هگرتی
امیلی هگرتی (انگلیسی: Emily Hegarty؛ زادهٔ ۳ اوت ۱۹۹۸) قایقران روئینگ اهل جمهوری ایرلند است.
وی در مسابقات کشوری و بین‌المللی در مجموع برندهٔ ۱ مدال برنز شده‌است.